# Ileana Ros-Lehtinen

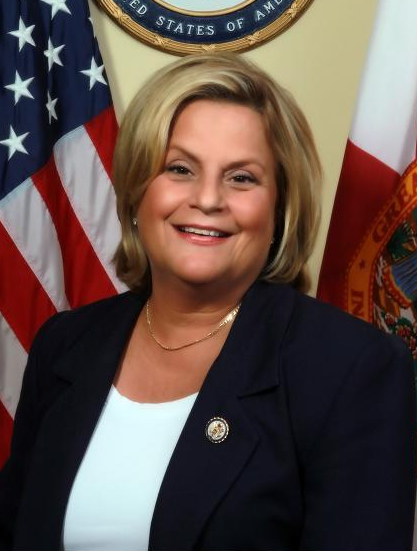
Ros-Lehtinen 2017.

Ileana Ros-Lehtinen, född 15 juli 1952 i Havanna, är en kubansk-amerikansk politiker (republikan). Hon representerar delstaten Floridas 18:e distrikt i USA:s representanthus sedan 1989.
Ros-Lehtinen är gift med politikern och juridikprofessorn Dexter Lehtinen. Paret gifte sig 1984 och maken bytte 1985 parti från demokraterna till republikanerna. Båda makarna blev 1986 invalda i delstatens senat.
Ros-Lehtinen är medlem av Amerikanska Episkopalkyrkan. Hennes mor konverterade från judendomen till katolicismen. Morföräldrarna var sefarder som hade flyttat till Kuba från Turkiet. Hon är dotter till aktivisten Enrique Ros.
Ros-Lehtinen avlade 2004 sin doktorsexamen i pedagogik vid University of Miami.

## USA:s representanthus
Kongressledamoten Claude Pepper avled 1989 i ämbetet. Ros-Lehtinen vann fyllnadsvalet för att efterträda Pepper i representanthuset. Hon har omvalts tio gånger. Hon stöder USA:s embargo mot Kuba. 
I juli 2012, blev Ros-Lehtinen den första republikanen i represenanthuset att stödja samkönat äktenskap.
Ros-Lehtinen som är en ledande republikansk moderat, motsatte sig Donald Trumps presidentkandidatur år 2016. Enligt FiveThirtyEight, hade Ros-Lehtinen röstat i linje med president Donald Trumps positioner 69.9 procent av tiden.
Den 30 april 2017, meddelade Ros-Lehtinen att hon inte skulle kandidera för omval år 2018.